# Bombefly
Et bombefly er et militært fly, der kan angribe skibe og mål på jorden med bomber.
Den første kendte anvendelse af bomber kastet fra et fly mod mål på jorden var i 1911, hvor en italiensk pilot smed 4 håndgranater mod to tyrkiske mål fra et observationsfly anvendt under den italiensk-tyrkiske krig. Det var tidligt i flyvningens historie, hvor flyvemaskinernes rolle i krigstjeneste var begrænset til observation af f.eks. fremmede troppebevægelser eller egne artillerinedslag.
I løbet af 1. verdenskrig fandt man på at montere maskingeværer på flyvemaskinen til nedskydning af fjendtlige observationsfly, og piloterne fandt også på at nedkaste håndgranater over fjendens skyttegrave. I løbet af krigen blev artillerigranater udviklet til egentlige bomber til nedkastning fra flyvemaskiner; først nogle, som observatøren smed ud over siden fra cockpittet, men senere blev bomberne monteret i egnede holdere under flyet.
I mellemkrigstiden udvikledes bombeflyene og efterhånden som nyttelasten øgedes, kunne maskinerne enten bære få, store bomber(op til 1 ton) eller mange, mindre bomber. I sidstnævnte tilfælde var der ikke plads til bomberne under flyet, så en egentlig bombelast udvikledes, hvor bomberne lå i holdere og blev ført ud gennem bombelugerne i bunden af flyet.
Til forsvar mod fjendtlige jagerfly indførtes en sekundær bevæbning af manuelt betjente maskingeværer, monteret i flyets sider, top, bund, for og agter, ofte i specielt indrettede, drejelige kanontårne (turrets).
Mere moderne forsvarsmekanismer består bl.a. af sensorer, der detekterer om fjendtlig radar er låst på flyet. I sådanne tilfælde kan man efterlade et kunstigt radarekko efter sig i luften ved at skyde chaff ud. Det er små sølvfoliestrimler, der bliver hængende længe i luften og reflekterer radarstråler.
Hvis flyet er mål for et varmesøgende missil, kan der udskydes flares, lyskugler, som med deres varmestråling lokker missiler væk fra flyet.

## Bombemetoder
Dykbombefly (engelsk: "dive bomber", tysk: "Sturzkampfflugzeug" eller "Sturzkampfbomber ") er beregnet til at dykke lodret mod deres mål fra stor højde, for at opnå større præcision og begrænse effekten af antiluftskyts. Denne type var især brugt før og under 2. verdenskrig.
I modsætning hertil står bombefly (tysk: "Horizontalbomber") som flyver vandret over målområdet når de kaster deres bomber. Denne bombemetode havde sin storhedstid under 2. verdenskrig, hvor eskadriller af tunge bombefly tømte deres bombelaster over storbyer. Bombemetoden fik en renæssance med indførelsen af krydsermissiler, laser- og satellitstyrede bomber.
Indførelsen af computere i kampfly muliggjorde avancerede bombekast som Toss bombing og High-angle bombing. Derved undgik det bombende fly at overflyve målområdet og kunne undgå jord til luft-missiler og trykbølgen fra kernevåben.